# 아이네 클라이네 나흐트무지크

《아이네 클라이네 나흐트무지크(Eine kleine Nachtmusik)》는 《현악 세레나데 G장조 KV.525》의 다른 이름으로, 모차르트가 빈에서 1787년에 작곡한 실내악곡이다. 이는 그의 가장 유명한 작품 가운데 하나이다. '현악을 위한 세레나데 13번 G장조'로도 불리며, 아이네 클라이네 나흐트무지크는 '작은 밤의 음악'(a little night music)을 뜻한다.
현악 사중주(두 대의 바이올린과 비올라, 첼로)를 위해 쓰였으나, 더블 베이스가 추가되는 경우도 있으며, 각 악기의 주자가 한 명 이상인 오케스트라가 연주하기도 한다.

## 구성
이 곡의 구성은 다음과 같다.
1. 알레그로 (Allegro)
2. 로망스 - 안단테 (Romance - Andante)
3. 메뉴에토 - 알레그레토 (Menuetto - Allegretto)
4. 론도 - 알레그로 (Rondo - Allegro)

모차르트의 기록에 따르면, 이 곡은 다섯 악장으로 되어있었다고 하나, 그 가운데 두 번째 악장(미뉴에트와 트리오)이 발견되지 않았었다. 음악학자인 알프레드 아인슈타인은 피아노 소나타 내림나장조 (K. 498a)의 미뉴에트가 사실 그 발견되지 않던 악장이라고 주장했다. 그러나 이 주장의 신빙성에 대해서는 아직도 논쟁이 계속되고 있다.

## 같이 보기
- 간츠 클라이네 나흐트무지크